# هماوردی استقلال و سپاهان
هماوردی استقلال و سپاهان مسابقه فوتبال بین دو تیم استقلال تهران و سپاهان اصفهان است. این بازی یکی از مهم‌ترین دیدارهای فوتبال در ایران است که به نام سوپرکلاسیکو نیز شناخته می‌شود.

## پیشینه

### سال‌های نخست: ۱۳۵۶–۱۳۳۶
از سال ۱۳۳۶ دو تیم استقلال و سپاهان دیدارهای متعددی در قالب مسابقات لیگ، حذفی و دوستانه با یک‌دیگر برگزار کرده‌اند. نخستین بازی دو تیم در مسابقات جام قهرمانی فوتبال ایران به تاریخ ۲۱ شهریور ۱۳۳۶ در اصفهان برگزار گردید که تیم تاج توانست با نتیجه ۲–۰ شاهین اصفهان را شکست دهد. در شهریور تیم تاج در سفری به اصفهان با سه تیم از این شهر از جمله شاهین اصفهان روبرو شد. این دیدار با نتیجه مساوی ۱–۱ به پایان رسید. اولین مسابقه رسمی بین این دوتیم در جام منطقه‌ای ایران ۱۳۵۰ و در ورزشگاه باغ همایون اصفهان با قضاوت ارشد برازنده برگزار شد که با برتری ۴–۰ استقلال همراه بود. اولین برد سپاهان مقابل استقلال در مسابقات جام تخت جمشید ۱۳۵۳ با برتری ۱–۰ سپاهان و در اصفهان رقم خورد. قبل از انقلاب ۱۳۵۷ ایران، این دو تیم ۱۰ بار (۲ بار در جام منطقه‌ای و ۸ بار در جام تخت جمشید) به مصاف یک‌دیگر رفتند که از این ۱۰ بازی ۴ برد برای هر یک از دو تیم و ۲ نتیجهٔ تساوی به دست آمد.

### لیگ آزادگان: ۱۳۸۰–۱۳۷۰
از سال ۱۳۷۰ تا سال ۱۳۸۰ این دو تیم ۱۸ بار (۱۶ بار در مسابقات لیگ آزادگان و ۲ بار در جام نقش جهان اصفهان) به مصاف یکدیگر رفتند. از این ۱۸ مسابقه، ۸ برد برای استقلال، ۵ برد برای سپاهان و ۵ نتیجه مساوی برای دو تیم ثبت شد.

### لیگ برتر: هم‌اکنون–۱۳۸۰
تاریخ به‌روزرسانی: ۲۵ اردیبهشت ۱۴۰۴
از زمان تأسیس لیگ برتر فوتبال ایران در سال ۱۳۸۰ تا کنون، این دو باشگاه ۵۸ بار با یکدیگر به رقابت پرداختند (۴۸ بار در لیگ برتر، ۸ بار در جام حذفی، یک دیدار در لیگ قهرمانان آسیا و یک دیدار در جام اتحادیه تهران)؛ سهم استقلال از این بازیها ۱۹ برد، سپاهان ۲۴ برد و ۱۵ بازی نیز مساوی شده است.

### بازیهای حساس
این دو باشگاه در نیمه نهایی جام حذفی ۸۱–۱۳۸۰ با یکدیگر روبه‌رو شدند. اهمیت این دیدار حذفی برای استقلال مهم بود، زیرا آن‌ها قهرمانی لیگ برتر ۸۱–۱۳۸۰ در آخرین روز از دست داده و پرسپولیس قهرمان شده بود و تیم استقلال انگیزهٔ زیادی برای این بازی حساس داشت. از طرف دیگر سپاهان که هر دو دیدار خود را در لیگ برتر ۸۱–۱۳۸۰ مقابل استقلال واگذار کرده بود، انگیزه زیادی برای جبران داشت. بازی رفت در اصفهان برگزار شد که سپاهان با نتیجه ۴ بر ۲ به پیروزی رسید. بازی برگشت در تهران با نتیجهٔ ۳ بر ۱ در یک بازی سراسر هیجان به سود استقلال پایان یافت. با این نتایج دو تیم در مجموع دو دیدار رفت و برگشت به نتیجهٔ مساوی ۵–۵ رسیدند اما تیم استقلال با توجه به قانون گل زدهٔ بیشتر در زمین حریف، به فینال این مسابقات رسید. در فینال استقلال با شکست فجر سپاسی شیراز به مقام قهرمانی رسید.
این دو باشگاه در فینال جام حذفی ۸۳–۱۳۸۲ با یکدیگر روبه‌رو شدند. استقلال با مربیگری امیر قلعه‌نویی عملکردی خوبی در لیگ برتر ۸۳–۱۳۸۲ از خود به جای گذاشته و به مقام دوم رسیده بود. سپاهان هم با مربیگری فرهاد کاظمی یک فصل نسبتاً خوب را در لیگ سپری کرده بود و قبل از بازی فینال با توجه به رتبهٔ این دو تیم در لیگ به نظر می‌رسید استقلال کار راحت‌تری برای قهرمانی این جام دارد. بازی رفت فینال در اصفهان و در ورزشگاه نقش جهان به میزبانی تیم سپاهان برگزار شد که با برتری ۳ بر ۲ تیم میزبان یعنی سپاهان در دقایق پایانی و در یک بازی هیجان انگیز همراه بود. با این نتیجه استقلال با کسب نتایج ۱–۰ یا ۲–۱ در خانه مقابل سپاهان، می‌توانست قهرمان شود. در بازی برگشت که در تهران و در ورزشگاه آزادی در حضور بیش از ۸۵٬۰۰۰ هوادار برگزار شد، سپاهان با نتیجهٔ ۲ بر صفر استقلال را شکست داد. این شکست و از دست دادن قهرمانی جام حذفی برای امیر قلعه‌نویی و هواداران استقلال با توجه به مقام آن‌ها در لیگ غیرمنتظره بود و از طرف دیگر این قهرمانی برای فرهاد کاظمی و هواداران سپاهان چشمگیر بود. در مجموع این دو بازی رفت و برگشت سپاهان با نتیجهٔ ۵–۲ پیروز شده و به مقام قهرمانی این جام دست یافت و به مسابقات لیگ قهرمانان آسیا صعود کرد.
در مرحله یک‌هشتم نهایی لیگ قهرمانان آسیا سال ۲۰۱۲، سپاهان با برتری ۲–۰ مقابل استقلال تهران، راهی مرحله یک چهارم نهایی شد. این بازی اولین تقابل دو تیم در لیگ قهرمانان آسیا بود. اهمیت این بازی از آن جهت دو چندان بود که دو تیم در لیگ برتر آن سال (لیگ برتر ۹۱–۱۳۹۰) در کورس قهرمانی با یکدیگر بودند که سپاهان علاوه بر کسب عنوان قهرمانی و هتریک قهرمانی، توانست تیم استقلال را نیز در لیگ قهرمانان آسیا شکست دهد.
این دو باشگاه در نیمه نهایی جام حذفی ۹۲–۱۳۹۱ با یکدیگر روبه‌رو شدند. نیمه نهایی به صورت تک دیدار و در ورزشگاه آزادی به میزبانی استقلال تهران برگزار شد. ۹۰ دقیقه وقت قانونی مسابقه با تساوی ۱–۱ به پایان رسید تا کار به وقت اضافه کشیده شود. در وقت‌های اضافه گلی به ثمر نرسید تا کار به ضربات پنالتی کشیده شود. در ضربات پنالتی مهدی رحمتی، امیرحسین صادقی، فرزاد حاتمی از تیم استقلال تهران و تیم سپاهان اصفهان، ایران نژاد و جمشیدیان نتوانستند پنالتیهای خود را به ثمر برساند و درنهایت تیم سپاهان اصفهان در ضربات پنالتی با نتیجهٔ ۴–۵ به برتری رسید تا به فینال این دوره از مسابقات جام حذفی برسد. سپاهان در فینال با غلبه بر پرسپولیس به مقام قهرمانی دست یافت.

### نکات قابل توجه
در طی ۱۰ دیدار برگزار شده از تاریخ ۲۶ دی ۱۳۷۶ تا ۲۴ اردیبهشت ۱۳۸۱؛ سپاهان موفق به شکست دادن استقلال نشد. ۷ برد و ۳ تساوی سهم استقلال از این دیدارها بود.
در فصل ۸۲–۱۳۸۱ فوتبال ایران، دو تیم ۴ بار در لیگ برتر ۸۲–۱۳۸۱ و جام حذفی ۸۲–۱۳۸۱ به مصاف هم رفتند؛ که سپاهان در هر ۴ بازی با مربی‌گری فرهاد کاظمی به پیروزی رسید. همچنین پس از پایان فصل ۸۲–۱۳۸۱ و در تورنمنت  جام اتحادیه تهران (به میزبانی استقلال) دو تیم به مصاف هم رفتند؛ که سپاهان توانست برای پنجمین مسابقه پیاپی استقلال را مغلوب کند.
پس از سپری شدن یک فصل کامل بدون باخت برای استقلال در لیگ بیست و یکم (لیگ برتر ۰۱–۱۴۰۰)، بالاخره روند شکست ناپذیری استقلال در لیگ برتر ایران شکسته شد و آبی‌های پایتخت در همان هفته نخست از لیگ بیست و دوم (لیگ برتر ۰۲–۱۴۰۱) با نتیجه دو بر صفر برابر سپاهان تن به شکست دادند تا مدافع عنوان قهرمانی کار خود را با یک باخت تلخ آغاز کند. تا قبل از این شکست، آخرین تیمی که توانسته بود استقلال را شکست دهد همین تیم سپاهان بود (آخرین بازی در لیگ برتر ۰۰–۱۳۹۹).
استقلال بیشترین شکست خود در تاریخ رقابت‌های باشگاهی فوتبال ایران را مقابل سپاهان (با پذیرش ۳۳ شکست) داشته است. همچنین در سوی مقابل، سپاهان هم بیشترین شکست خود در تاریخ رقابت‌های باشگاهی فوتبال ایران را مقابل استقلال (با پذیرش ۳۱ شکست) داشته است.

## نتایج
راهنما
| راهنما | راهنما      |
| ------ | ----------- |
| نتیجه  | برد استقلال |
| نتیجه  | برد سپاهان  |

| نتایج کامل مسابقات استقلال و سپاهان | نتایج کامل مسابقات استقلال و سپاهان | نتایج کامل مسابقات استقلال و سپاهان | نتایج کامل مسابقات استقلال و سپاهان                         | نتایج کامل مسابقات استقلال و سپاهان                 | نتایج کامل مسابقات استقلال و سپاهان | نتایج کامل مسابقات استقلال و سپاهان | نتایج کامل مسابقات استقلال و سپاهان | نتایج کامل مسابقات استقلال و سپاهان | نتایج کامل مسابقات استقلال و سپاهان |
| #                                   | تاریخ                               | دست‌آورد استقلال–سپاهان              | تاج / استقلال                                               | سپاهان                                              | شهر                                 | مسابقات                             | مربی استقلال                        | مربی سپاهان                         | توضیحات و منبع                      |
| ----------------------------------- | ----------------------------------- | ----------------------------------- | ----------------------------------------------------------- | --------------------------------------------------- | ----------------------------------- | ----------------------------------- | ----------------------------------- | ----------------------------------- | ----------------------------------- |
| ۱                                   | ۱۳۵۰-۱۱-۰۸                          | ۴–۰                                 | مظلومی (۳۲، ۴۰)، مژدهی (۶۷)، حق‌وردیان (۸۹)                  | —                                                   | اصفهان                              | جام منطقه‌ای ایران ۱۳۵۰              | رایکوف                              | یاوری                               | داور ارشد برازنده                   |
| ۲                                   | ۱۳۵۰-۱۲-۰۵                          | ۲–۰                                 | جباری (۴۳)، مظلومی (۶۱)                                     | —                                                   | تهران                               | جام منطقه‌ای ایران ۱۳۵۰              | رایکوف                              | یاوری                               | داور ابوالقاسم حاج ابوالحسن         |
| ۳                                   | ۱۳۵۳-۰۲-۱۳                          | ۲–۰                                 | مظلومی (۳۴)، جباری (۶۷)                                     | —                                                   | تهران                               | جام تخت جمشید ۱۳۵۳                  | رایکوف                              | یاوری                               | داور جمشید اخباری                   |
| ۴                                   | ۱۳۵۳-۰۸-۲۴                          | ۰–۱                                 | —                                                           | حیدری (۲۲)                                          | اصفهان                              | جام تخت جمشید ۱۳۵۳                  | رایکوف                              | یاوری                               | داور محمد صالحی                     |
| ۵                                   | ۱۳۵۴-۰۳-۰۲                          | ۰–۱                                 | —                                                           | ندیمیان (۷۷)                                        | اصفهان                              | جام تخت جمشید ۱۳۵۴                  | رایکوف                              | یاوری                               | [ ۸ ]                               |
| ۶                                   | ۱۳۵۴-۰۸-۲۲                          | ۰–۰                                 | —                                                           | —                                                   | تهران                               | جام تخت جمشید ۱۳۵۴                  | رایکوف                              | یاوری                               | [ ۸ ]                               |
| ۷                                   | ۱۳۵۵-۰۲-۰۳                          | ۱–۰                                 | ابراهیمی (۳۹)                                               | —                                                   | تهران                               | جام تخت جمشید ۱۳۵۵                  | رایکوف                              | یاوری                               | [ ۹ ]                               |
| ۸                                   | ۱۳۵۵-۰۴-۱۱                          | ۰–۱                                 | —                                                           | صفاپور (۵۷)                                         | اصفهان                              | جام تخت جمشید ۱۳۵۵                  | جکیچ                                | یاوری                               | [ ۹ ]                               |
| ۹                                   | ۱۳۵۶-۰۶-۰۴                          | ۳–۳                                 | نظری (۱۷)، نراقی (۲۵)، روشن (۵۳)                            | شاه زیدی (۶۵)، رسول خوروش (۸۳)، رحیمی (۸۶)          | اصفهان                              | جام تخت جمشید ۱۳۵۶                  | جکیچ                                | یاوری                               | [ ۱۰ ]                              |
| ۱۰                                  | ۱۳۵۶-۱۱-۰۶                          | ۰–۱                                 | —                                                           | جهانی (۳۵)                                          | تهران                               | جام تخت جمشید ۱۳۵۶                  | جکیچ                                | یاوری                               | [ ۱۰ ]                              |
| ۱۱                                  | ۱۳۷۰-۱۰-۲۷                          | ۳–۱                                 | بیانی (۲۵، ۳۸)، فنونی‌زاده (۳۴)                              | محمدی (۶۵)                                          | تهران                               | لیگ آزادگان ۷۱–۱۳۷۰                 | پورحیدری                            | تابش                                | [ ۱۱ ]                              |
| ۱۲                                  | ۱۳۷۱-۰۳-۰۱                          | ۱–۲                                 | فنونی‌زاده (۷۰، پنالتی)                                      | بصیرت (۵۳)، قنبری (۸۷، پنالتی)                      | اصفهان                              | لیگ آزادگان ۷۱–۱۳۷۰                 | پورحیدری                            | تابش                                | [ ۱۲ ]                              |
| ۱۳                                  | ۱۳۷۲-۰۲-۰۳                          | ۲–۲                                 | عالمی (۳۷)، سرخاب (۷۸)                                      | تارتار (۶۲، ۷۰)                                     | اصفهان                              | جام نقش جهان اصفهان                 | ذوالفقارنسب                         | کریمی                               | [ ۱۳ ]                              |
| ۱۴                                  | ۱۳۷۳-۰۵-۰۶                          | ۳–۲                                 | ندافی (۴۵)، زرینچه (۴۸)، اکبریان (۶۳)                       | موسوی (۲۹)، قنبری (۵۲، پنالتی)                      | تهران                               | لیگ آزادگان ۱۳۷۳                    | بیلوفسکی                            | حجازی                               | [ ۱۱ ]                              |
| ۱۵                                  | ۱۳۷۳-۰۹-۲۰                          | ۱–۳                                 | محمد تقوی (۸۴)                                              | موسوی (۴۱، ۵۹، ۱+۹۰)                                | اصفهان                              | لیگ آزادگان ۱۳۷۳                    | عبداللهی                            | حجازی                               | [ ۱۲ ]                              |
| ۱۶                                  | ۱۳۷۴-۰۳-۲۵                          | ۱–۰                                 | منصوریان (۷۹)                                               | —                                                   | تهران                               | لیگ آزادگان ۱۳۷۴                    | پورحیدری                            | یاوری                               | [ ۱۱ ]                              |
| ۱۷                                  | ۱۳۷۴-۰۹-۱۷                          | ۱–۲                                 | ورمزیار (۹۰)، پنالتی)                                       | لوینیان (۵۲)، معماریان (۸۲)                         | اصفهان                              | لیگ آزادگان ۱۳۷۴                    | پورحیدری                            | یاوری                               | [ ۱۲ ]                              |
| ۱۸                                  | ۱۳۷۵-۰۲-۲۰                          | ۰–۱                                 | —                                                           | لوینیان (۳۳)                                        | اصفهان                              | جام نقش جهان اصفهان                 | پورحیدری                            | کربکندی                             | [ ۱۴ ]                              |
| ۱۹                                  | ۱۳۷۵-۰۴-۱۱                          | ۰–۰                                 | —                                                           | —                                                   | اصفهان                              | لیگ آزادگان ۷۶–۱۳۷۵                 | پورحیدری                            | کربکندی                             | [ ۱۲ ]                              |
| ۲۰                                  | ۱۳۷۵-۱۰-۰۶                          | ۱–۲                                 | پاشازاده (۴۵)                                               | استپانیان (۳۸)، موسوی (۸۵)                          | تهران                               | لیگ آزادگان ۷۶–۱۳۷۵                 | حجازی                               | کربکندی                             | [ ۱۱ ]                              |
| ۲۱                                  | ۱۳۷۶-۱۰-۲۶                          | ۲–۱                                 | مجیدی (۲۵)، منصوریان (۶۰)                                   | خادمی (۵۲)                                          | تهران                               | لیگ آزادگان ۷۷–۱۳۷۶                 | حجازی                               | کربکندی                             | [ ۱۱ ]                              |
| ۲۲                                  | ۱۳۷۷-۰۴-۲۶                          | ۱–۰                                 | گروسی (۵۰)                                                  | —                                                   | اصفهان                              | لیگ آزادگان ۷۷–۱۳۷۶                 | حجازی                               | کربکندی                             | [ ۱۲ ]                              |
| ۲۳                                  | ۱۳۷۸-۰۱-۲۴                          | ۱–۱                                 | اکبرپور (۲۲)                                                | بصیرت (۱۸، پنالتی)                                  | اصفهان                              | لیگ آزادگان ۷۸–۱۳۷۷                 | حجازی                               | مناجاتی                             | [ ۱۲ ]                              |
| ۲۴                                  | ۱۳۷۸-۰۳-۰۳                          | ۱–۱                                 | مجیدی (۳۵)                                                  | مومن‌زاده (۳۸)                                       | تهران                               | لیگ آزادگان ۷۸–۱۳۷۷                 | زرینچه                              | مناجاتی                             | [ ۱۱ ]                              |
| ۲۵                                  | ۱۳۷۸-۰۷-۲۲                          | ۴–۱                                 | لطیفی (۳۰)، داداش‌زاده (۴۰)، نیکبخت (۷۹)، نوازی (۸۰، پنالتی) | ویسی (۷۶)                                           | اصفهان                              | لیگ آزادگان ۷۹–۱۳۷۸                 | سکوموروخوف                          | ندیمیان                             | [ ۱۲ ]                              |
| ۲۶                                  | ۱۳۷۸-۱۱-۱۰                          | ۲–۱                                 | نیک‌سیرت (۴۷)، اکبرپور (۷۵)                                  | استپانیان (۵۹)                                      | تهران                               | لیگ آزادگان ۷۹–۱۳۷۸                 | سکوموروخوف                          | ندیمیان                             | [ ۱۱ ]                              |
| ۲۷                                  | ۱۳۷۹-۰۸-۲۰                          | ۱–۱                                 | هاشمی‌نسب (۶۴، پنالتی)                                       | دهقانی (۱۸)                                         | تهران                               | لیگ آزادگان ۸۰–۱۳۷۹                 | پورحیدری                            | ندیمیان                             | [ ۱۱ ]                              |
| ۲۸                                  | ۱۳۷۹-۱۱-۱۶                          | ۲–۰                                 | همدانی (۲ گل)، (۴۱٬۲۹)                                      | —                                                   | اصفهان                              | لیگ آزادگان ۸۰–۱۳۷۹                 | پورحیدری                            | ندیمیان                             | [ ۱۲ ]                              |
| ۲۹                                  | ۱۳۸۰-۱۱-۰۷                          | ۱–۰                                 | فاطمی (۳۴)                                                  | —                                                   | اصفهان                              | لیگ برتر ۸۱–۱۳۸۰                    | پورحیدری                            | استانکو                             | [ ۱۵ ]                              |
| ۳۰                                  | ۱۳۸۱-۰۲-۲۴                          | ۳–۰                                 | نوازی (۱۰-پنالتی)، محققیان (۴۶-گل‌به‌خودی)، دین‌محمدی (۸۶)     | —                                                   | تهران                               | لیگ برتر ۸۱–۱۳۸۰                    | پورحیدری                            | استانکو                             | [ ۱۵ ]                              |
| ۳۱                                  | ۱۳۸۱-۰۳-۱۷                          | ۲–۴                                 | مومن‌زاده (۵۷)، فاطمی (۶۴)                                   | استپانیان (٬۱۷ ۴۸-پنالتی، ۵۰)، کریمی (۵۵)           | اصفهان                              | جام حذفی ۸۱–۱۳۸۰                    | قلعه‌نویی                            | استانکو                             | نیمه‌نهایی                           |
| ۳۲                                  | ۱۳۸۱-۰۳-۲۱                          | ۳–۱                                 | اکبری (۱۳-پنالتی)، فاطمی (۷۸)، مومن‌زاده (۸۲)                | بزیک (۹۰)                                           | تهران                               | جام حذفی ۸۱–۱۳۸۰                    | قلعه‌نویی                            | استانکو                             | نیمه‌نهایی                           |
| ۳۳                                  | ۱۳۸۱-۰۸-۱۲                          | ۲–۳                                 | نیکبخت (۵۲)، اکبری (۷۱)                                     | حاجی‌پور (٬۱۰ ۳۲)، نویدکیا (۹۰-پنالتی)               | تهران                               | لیگ برتر ۸۲–۱۳۸۱                    | کخ                                  | کاظمی                               | [ ۱۶ ]                              |
| ۳۴                                  | ۱۳۸۱-۱۱-۲۶                          | ۰–۳                                 | —                                                           | فرشباف (٬۵۲ ۷۲)، سیدصالحی (۸۴)                      | اصفهان                              | جام حذفی ۸۲–۱۳۸۱                    | کخ                                  | کاظمی                               | ۱/۸ نهایی                           |
| ۳۵                                  | ۱۳۸۲-۰۲-۰۴                          | ۲–۳                                 | اکبری (۷۵)، حسن‌زاده (۸۰-گل‌به‌خودی)                           | نویدکیا (۴۳-پنالتی، ۴۸)، کریمی (۸۸)                 | اصفهان                              | لیگ برتر ۸۲–۱۳۸۱                    | زرینچه                              | کاظمی                               | [ ۱۸ ]                              |
| ۳۶                                  | ۱۳۸۲-۰۲-۲۵                          | ۰–۱                                 | —                                                           | سیدصالحی (۳۵)                                       | تهران                               | جام حذفی ۸۲–۱۳۸۱                    | پورحیدری                            | کاظمی                               | ۱/۸ نهایی                           |
| ۳۷                                  | ۱۳۸۲-۰۵-۲۹                          | ۲–۳                                 | فابریتسیو (۲۲)، نوازی (۳۵)                                  | خطیبی (٬۱ ۷۵)، بزیک (۸۱)                            | تهران                               | جام اتحادیه تهران                   | قلعه‌نویی                            | کاظمی                               | [ ۴ ] [ ۲۰ ]                        |
| ۳۸                                  | ۱۳۸۲-۰۹-۰۹                          | ۰–۰                                 | —                                                           | —                                                   | اصفهان                              | لیگ برتر ۸۳–۱۳۸۲                    | قلعه‌نویی                            | کاظمی                               | [ ۲۱ ]                              |
| ۳۹                                  | ۱۳۸۳-۰۱-۲۴                          | ۲–۱                                 | عنایتی (۳)، سامره (۸۲)                                      | رمضانی (۲)                                          | تهران                               | لیگ برتر ۸۳–۱۳۸۲                    | قلعه‌نویی                            | کاظمی                               | [ ۲۱ ]                              |
| ۴۰                                  | ۱۳۸۳-۰۴-۱۲                          | ۲–۳                                 | اکبری (۲۷)، عنایتی (۸۰)                                     | استپانیان (۹)، خرمگاه (۵۷-گل‌به‌خودی)، هاشمی‌زاده (۸۷) | اصفهان                              | جام حذفی ۸۳–۱۳۸۲                    | قلعه‌نویی                            | کاظمی                               | فینال                               |
| ۴۱                                  | ۱۳۸۳-۰۴-۱۷                          | ۰–۲                                 | —                                                           | سیدصالحی (٬۲۵ ۶۸)                                   | تهران                               | جام حذفی ۸۳–۱۳۸۲                    | قلعه‌نویی                            | کاظمی                               | فینال                               |
| ۴۲                                  | ۱۳۸۳-۱۰-۱۱                          | ۲–۲                                 | سامره (۲۸)، عنایتی (۵۰)                                     | بزیک (۶۷)، خطیبی (۸۰)                               | اصفهان                              | لیگ برتر ۸۴–۱۳۸۳                    | قلعه‌نویی                            | کاظمی                               | [ ۲۲ ]                              |
| ۴۳                                  | ۱۳۸۴-۰۳-۳۰                          | ۲–۲                                 | عنایتی (۱۳)، اکبرپور (۶۹)                                   | خطیبی (٬۶۲ ۸۴)                                      | تهران                               | لیگ برتر ۸۴–۱۳۸۳                    | قلعه‌نویی                            | استانکو                             | [ ۲۲ ]                              |
| ۴۴                                  | ۱۳۸۴-۰۷-۲۴                          | ۰–۱                                 | —                                                           | جعفرپور (۳۱)                                        | اصفهان                              | لیگ برتر ۸۵–۱۳۸۴                    | قلعه‌نویی                            | تاوارس                              | [ ۲۳ ]                              |
| ۴۵                                  | ۱۳۸۴-۱۱-۲۳                          | ۲–۱                                 | صادقی (۵۵)، جباری (۵۸)                                      | خطیبی (۴۲)                                          | تهران                               | لیگ برتر ۸۵–۱۳۸۴                    | قلعه‌نویی                            | تاوارس                              | [ ۲۳ ]                              |
| ۴۶                                  | ۱۳۸۵-۰۹-۱۰                          | ۲–۱                                 | بائو (٬۳۹ ۹۰)                                               | ماهری (۱۲)                                          | تهران                               | لیگ برتر ۸۶–۱۳۸۵                    | مرفاوی                              | بوناچیچ                             | [ ۲۴ ]                              |
| ۴۷                                  | ۱۳۸۶-۰۱-۳۱                          | ۰–۱                                 | —                                                           | عقیلی (۹۰-پنالتی)                                   | اصفهان                              | لیگ برتر ۸۶–۱۳۸۵                    | مرفاوی                              | بوناچیچ                             | [ ۲۴ ]                              |
| ۴۸                                  | ۱۳۸۶-۰۷-۱۵                          | ۱–۲                                 | قربانی (۷۴)                                                 | ابوالهیل (٬۷ ۹۰)                                    | اصفهان                              | لیگ برتر ۸۷–۱۳۸۶                    | حجازی                               | بوناچیچ                             | [ ۲۵ ]                              |
| ۴۹                                  | ۱۳۸۷-۰۱-۱۰                          | ۰–۱                                 | —                                                           | حاج‌صفی (۶۵)                                         | تهران                               | لیگ برتر ۸۷–۱۳۸۶                    | کریمی                               | ویرا                                | [ ۲۵ ]                              |
| ۵۰                                  | ۱۳۸۷-۰۵-۲۷                          | ۱–۱                                 | قربانی (۷۴)                                                 | جعفرپور (۲۴)                                        | تهران                               | لیگ برتر ۸۸–۱۳۸۷                    | قلعه‌نویی                            | فیرات                               | [ ۲۶ ]                              |
| ۵۱                                  | ۱۳۸۷-۱۰-۱۰                          | ۱–۲                                 | برهانی (۷۴)                                                 | نویدکیا (۱۰)، علی‌زاده (۲۵-گل‌به‌خودی)                 | اصفهان                              | لیگ برتر ۸۸–۱۳۸۷                    | قلعه‌نویی                            | کاظمی                               | [ ۲۶ ]                              |
| ۵۲                                  | ۱۳۸۸-۰۵-۱۶                          | ۱–۰                                 | روانخواه (۶۱)                                               | —                                                   | تهران                               | لیگ برتر ۸۹–۱۳۸۸                    | مرفاوی                              | قلعه‌نویی                            | [ ۲۷ ]                              |
| ۵۳                                  | ۱۳۸۸-۰۹-۱۴                          | ۰–۲                                 | —                                                           | عمادرضا (۴۵)، عقیلی (۶۳-پنالتی)                     | اصفهان                              | لیگ برتر ۸۹–۱۳۸۸                    | مرفاوی                              | قلعه‌نویی                            | [ ۲۷ ]                              |
| ۵۴                                  | ۱۳۸۹-۰۶-۰۵                          | ۴–۳                                 | میداوودی (٬۱۸ ۴۳)، مجیدی (۲۵)، عنایتی (۸۲-گل‌به‌خودی)         | بیک‌زاده (۶۱)، یانوش (٬۷۲ ۷۵)                        | تهران                               | لیگ برتر ۹۰–۱۳۸۹                    | مظلومی                              | قلعه‌نویی                            | [ ۲۸ ]                              |
| ۵۵                                  | ۱۳۸۹-۱۲-۰۵                          | ۱–۱                                 | سیدصالحی (۹۰)                                               | جمشیدیان (۳۸)                                       | اصفهان                              | لیگ برتر ۹۰–۱۳۸۹                    | مظلومی                              | قلعه‌نویی                            | [ ۲۸ ]                              |
| ۵۶                                  | ۱۳۹۰-۰۵-۱۲                          | ۱–۱                                 | برهانی (۸۵)                                                 | جانوآریو (۶۴)                                       | اصفهان                              | لیگ برتر ۹۱–۱۳۹۰                    | مظلومی                              | بوناچیچ                             | [ ۲۹ ]                              |
| ۵۷                                  | ۱۳۹۰-۱۰-۱۶                          | ۱–۱                                 | شیرزاد (۳۲)                                                 | سیدصالحی (۵۳)                                       | تهران                               | لیگ برتر ۹۱–۱۳۹۰                    | مظلومی                              | کرانچار                             | [ ۲۹ ]                              |
| ۵۸                                  | ۱۳۹۱-۰۳-۰۲                          | ۰–۲                                 | —                                                           | سزار (۸)، بنگر (۳۵)                                 | اصفهان                              | لیگ قهرمانان آسیا ۲۰۱۲              | مظلومی                              | کرانچار                             | [ ۳۰ ]                              |
| ۵۹                                  | ۱۳۹۱-۰۹-۰۲                          | ۱–۰                                 | حیدری (۱۵)                                                  | —                                                   | اصفهان                              | لیگ برتر ۹۲–۱۳۹۱                    | قلعه‌نویی                            | کرانچار                             | [ ۳۱ ]                              |
| ۶۰                                  | ۱۳۹۲-۰۱-۱۰                          | ۱–۱                                 | حاتمی (۶۴)                                                  | خلعتبری (۴۲)                                        | تهران                               | جام حذفی ۹۲–۱۳۹۱                    | قلعه‌نویی                            | کرانچار                             | نیمه‌نهایی پنالتی‌ها:۴−۵              |
| ۶۱                                  | ۱۳۹۲-۰۱-۲۶                          | ۱–۱                                 | ایران‌نژاد (۳+۹۰-گل‌به‌خودی)                                   | نویدکیا (۶۵)                                        | تهران                               | لیگ برتر ۹۲–۱۳۹۱                    | قلعه‌نویی                            | کرانچار                             | [ ۳۳ ]                              |
| ۶۲                                  | ۱۳۹۲-۰۵-۱۰                          | ۱–۲                                 | صادقی (۷۸)                                                  | افشین (ثانیه ۶۰)، عقیلی (۵۴-پنالتی)                 | تهران                               | لیگ برتر ۹۳–۱۳۹۲                    | قلعه‌نویی                            | کرانچار                             | [ ۳۴ ]                              |
| ۶۳                                  | ۱۳۹۲-۰۹-۱۴                          | ۰–۰                                 | —                                                           | —                                                   | اصفهان                              | لیگ برتر ۹۳–۱۳۹۲                    | قلعه‌نویی                            | کرانچار                             | [ ۳۵ ]                              |
| ۶۴                                  | ۱۳۹۳-۰۵-۲۳                          | ۱–۳                                 | فخرالدینی (۱۷)                                              | حاج صفی (۲۷-پنالتی)، شریفی (۳۳)، پریرا (۶۳)         | اصفهان                              | لیگ برتر ۹۴–۱۳۹۳                    | قلعه‌نویی                            | کرانچار                             | [ ۳۶ ]                              |
| ۶۵                                  | ۱۳۹۳-۱۱-۱۰                          | ۲–۱                                 | عنایتی (۸)، ابراهیمی (۲+۹۰)                                 | پاپی (۴۲)                                           | تهران                               | لیگ برتر ۹۴–۱۳۹۳                    | قلعه‌نویی                            | فرکی                                | [ ۳۷ ]                              |
| ۶۶                                  | ۱۳۹۴-۰۸-۰۴                          | ۳–۰                                 | اسماعیلی (۶)، انصاری (۵۳)، برزای (۷۷)                       | —                                                   | اصفهان                              | لیگ برتر ۹۵–۱۳۹۴                    | مظلومی                              | فرکی                                | [ ۳۸ ]                              |
| ۶۷                                  | ۱۳۹۵-۰۱-۲۲                          | ۰–۰                                 | —                                                           | —                                                   | تهران                               | لیگ برتر ۹۵–۱۳۹۴                    | مظلومی                              | استیماچ                             | [ ۳۹ ]                              |
| ۶۸                                  | ۱۳۹۵-۱۰-۰۵                          | ۱–۱                                 | برزای (۲+۹۰)                                                | علی‌محمدی (۷۰)                                       | اصفهان                              | لیگ برتر ۹۶–۱۳۹۵                    | منصوریان                            | ویسی                                | [ ۴۰ ]                              |
| ۶۹                                  | ۱۳۹۶-۰۲-۱۴                          | ۲–۱                                 | انصاری (۶۰)، باقری (۸۷)                                     | محمدی (۴۰)                                          | تهران                               | لیگ برتر ۹۶–۱۳۹۵                    | منصوریان                            | کرانچار                             | [ ۴۱ ]                              |
| ۷۰                                  | ۱۳۹۶-۰۹-۱۵                          | ۳–۰                                 | قربانی (۴)، جپاروف (۳۶ و ۴۷)                                | —                                                   | تهران                               | لیگ برتر ۹۷–۱۳۹۶                    | شفر                                 | کرانچار                             | [ ۴۲ ]                              |
| ۷۱                                  | ۱۳۹۷-۰۲-۰۷                          | ۱–۰                                 | تیام (۱۱)                                                   | —                                                   | اصفهان                              | لیگ برتر ۹۷–۱۳۹۶                    | شفر                                 | ابراهیم‌زاده                         | [ ۴۳ ]                              |
| ۷۲                                  | ۱۳۹۷-۰۸-۰۴                          | ۰–۱                                 | —                                                           | کیروس (۸۱)                                          | تهران                               | لیگ برتر ۹۸–۱۳۹۷                    | شفر                                 | قلعه‌نویی                            | [ ۴۴ ]                              |
| ۷۳                                  | ۱۳۹۸-۰۱-۲۳                          | ۱–۰                                 | پاتوسی (۷+۹۰)                                               | —                                                   | اصفهان                              | لیگ برتر ۹۸–۱۳۹۷                    | شفر                                 | قلعه‌نویی                            | [ ۴۵ ]                              |
| ۷۴                                  | ۱۳۹۸-۰۹-۰۹                          | ۲–۲                                 | قایدی (۵۷)، دیاباته (۷۹)                                    | گولسیانی (۱۴)، نورافکن (۵+۹۰)                       | اصفهان                              | لیگ برتر ۹۹–۱۳۹۸                    | استراماچونی                         | قلعه‌نویی                            | [ ۴۶ ]                              |
| ۷۵                                  | ۱۳۹۹-۰۵-۱۱                          | ۲–۱                                 | دیاباته (۵۲-پنالتی)، مصلح (۶۶-گل‌به‌خودی)                     | محبی (۸۲)                                           | تهران                               | لیگ برتر ۹۹–۱۳۹۸                    | مجیدی                               | قلعه‌نویی                            | [ ۴۷ ]                              |
| ۷۶                                  | ۱۳۹۹-۰۵-۲۰                          | ۲–۰                                 | غفوری (۷+۴۵-پنالتی)، کریمی (۶۱)                             | —                                                   | تهران                               | جام حذفی ۹۸–۱۳۹۸                    | مجیدی                               | قلعه‌نویی                            | یک‌چهارم نهایی                       |
| ۷۷                                  | ۱۳۹۹-۱۱-۲۵                          | ۰–۲                                 | —                                                           | شهباززاده (۱۴)، رفیعی (۳۵)                          | اصفهان                              | لیگ برتر ۱۴۰۰–۱۳۹۹                  | فکری                                | نویدکیا                             | [ ۴۹ ]                              |
| ۷۸                                  | ۱۴۰۰-۰۵-۰۸                          | ۱–۲                                 | مهدی‌پور (۹۱)                                                | میرزایی (۵۴)، شهباززاده (۸۵)                        | تهران                               | لیگ برتر ۱۴۰۰–۱۳۹۹                  | مجیدی                               | نویدکیا                             | [ ۵۰ ]                              |
| ۷۹                                  | ۱۴۰۰-۰۹-۲۳                          | ۱–۰                                 | سلمانی (۳۶)                                                 | —                                                   | تهران                               | لیگ برتر ۰۱–۱۴۰۰                    | مجیدی                               | نویدکیا                             | [ ۵۱ ]                              |
| ۸۰                                  | ۱۴۰۱-۲-۱۴                           | ۱–۱                                 | دانشگر (۶)                                                  | گولسیانی (۱۴)                                       | اصفهان                              | لیگ برتر ۰۱–۱۴۰۰                    | مجیدی                               | نویدکیا                             | [ ۵۲ ]                              |
| ۸۱                                  | ۱۴۰۱-۵-۲۱                           | ۰–۲                                 | —                                                           | سلمانی (۵۲)، رضاییان (۵۷)                           | تهران                               | لیگ برتر ۰۲–۱۴۰۱                    | ساپینتو                             | مورایس                              | [ ۵۳ ]                              |
| ۸۲                                  | ۱۴۰۱-۱۰-۲۹                          | ۱–۲                                 | مطهری (۵۸)                                                  | نورافکن (۵۰)، رضاییان (۵+۹۰)                        | اصفهان                              | لیگ برتر ۰۲–۱۴۰۱                    | ساپینتو                             | مورایس                              | [ ۵۴ ]                              |
| ۸۳                                  | ۱۴۰۲-۰۶-۰۱                          | ۰–۱                                 | —                                                           | اسدی (۹+۴۵)                                         | اصفهان                              | لیگ برتر ۰۳–۱۴۰۲                    | نکونام                              | مورایس                              | [ ۵۵ ]                              |
| ۸۴                                  | ۱۴۰۲-۱۲-۰۸                          | ۱–۰                                 | چشمی (۳۶)                                                   | —                                                   | تهران                               | لیگ برتر ۰۳–۱۴۰۲                    | نکونام                              | مورایس                              | [ ۵۶ ]                              |
| ۸۵                                  | ۱۴۰۳-۱۰-۱۳                          | ۱–۱                                 | جمعه (۲۲)                                                   | لیموچی (۷۳)                                         | تهران                               | لیگ برتر ۰۴–۱۴۰۳                    | موسیمانه                            | کارترون                             | [ ۵۷ ]                              |
| ۸۶                                  | ۱۴۰۴-۰۲-۲۵                          | ۳–۱                                 | اسلامی (۱۰)                                                 | رضایی (۳۶)، محبی (۷۶)، بن یدر (۸۸)                  | اصفهان                              | لیگ برتر ۰۴–۱۴۰۳                    | جباری                               | کارترون                             |                                     |
| ۸۷                                  | ۱۴۰۴-۰۵-۰۴                          | ۱–۱                                 | آزادی (۲۲)                                                  | حاجی عیدی (۱۰)                                      | ازمیت                               | دوستانه                             | ساپینتو                             | نویدکیا                             |                                     |

| رنگ | علت         |
| --- | ----------- |
| ۳۱  | برد استقلال |
| ۳۳  | برد سپاهان  |
| ۲۳  | تساوی       |

## آمار

### عملکرد دو تیم در مجموع
| تورنمنت           | تعداد بازی | برد استقلال | تساوی | برد سپاهان | گل استقلال | گل سپاهان |
| ----------------- | ---------- | ----------- | ----- | ---------- | ---------- | --------- |
| جام منطقه‌ای       | ۲          | ۲           | ۰     | ۰          | ۶          | ۰         |
| تخت جمشید         | ۸          | ۲           | ۲     | ۴          | ۶          | ۷         |
| لیگ آزادگان       | ۱۶         | ۸           | ۴     | ۴          | ۲۵         | ۱۸        |
| لیگ برتر          | ۴۸         | ۱۷          | ۱۴    | ۱۷         | ۵۶         | ۵۳        |
| مجموع لیگ         | ۷۴         | ۲۹          | ۲۰    | ۲۵         | ۹۳         | ۷۸        |
| جام حذفی          | ۸          | ۲           | ۱     | ۵          | ۱۰         | ۱۵        |
| لیگ قهرمانان آسیا | ۱          | ۰           | ۰     | ۱          | ۰          | ۲         |
| مجموع رسمی        | ۸۳         | ۳۱          | ۲۱    | ۳۱         | ۱۰۳        | ۹۵        |

### رده رو در رو در لیگ فوتبال ایران
|    | جام م. | جام م. | جام تخت جمشید | جام تخت جمشید | جام تخت جمشید | جام تخت جمشید | جام تخت جمشید | جام تخت جمشید | ق. | جام آزادگان | جام آزادگان | جام آزادگان | جام آزادگان | جام آزادگان | جام آزادگان | جام آزادگان | جام آزادگان | جام آزادگان | جام آزادگان | لیگ برتر | لیگ برتر | لیگ برتر | لیگ برتر | لیگ برتر | لیگ برتر | لیگ برتر | لیگ برتر | لیگ برتر | لیگ برتر | لیگ برتر | لیگ برتر | لیگ برتر | لیگ برتر | لیگ برتر | لیگ برتر | لیگ برتر | لیگ برتر | لیگ برتر | لیگ برتر | لیگ برتر | لیگ برتر | لیگ برتر | لیگ برتر |
| ۴۹ | ۵۰     | ۵۲     | ۵۳            | ۵۴            | ۵۵            | ۵۶            | ۵۷            | ۶۸            | ۷۰ | ۷۱          | ۷۲          | ۷۳          | ۷۴          | ۷۵          | ۷۶          | ۷۷          | ۷۸          | ۷۹          | ۸۰          | ۸۱       | ۸۲       | ۸۳       | ۸۴       | ۸۵       | ۸۶       | ۸۷       | ۸۸       | ۸۹       | ۹۰       | ۹۱       | ۹۲       | ۹۳       | ۹۴       | ۹۵       | ۹۶       | ۹۷       | ۹۸       | ۹۹       | ۰۰       | ۰۱       | ۰۲       | ۰۳       |          |
| -- | ------ | ------ | ------------- | ------------- | ------------- | ------------- | ------------- | ------------- | -- | ----------- | ----------- | ----------- | ----------- | ----------- | ----------- | ----------- | ----------- | ----------- | ----------- | -------- | -------- | -------- | -------- | -------- | -------- | -------- | -------- | -------- | -------- | -------- | -------- | -------- | -------- | -------- | -------- | -------- | -------- | -------- | -------- | -------- | -------- | -------- | -------- |
| ۱  |        |        |               |               |               |               |               |               |    |             |             |             |             |             |             |             |             |             |             |          |          |          |          |          |          |          |          |          |          |          |          |          |          |          |          |          |          |          |          |          |          |          |          |
| ۲  |        |        |               |               |               |               |               |               |    |             |             |             |             |             |             |             |             |             |             |          |          |          |          |          |          |          |          |          |          |          |          |          |          |          |          |          |          |          |          |          |          |          |          |
| ۳  |        |        |               |               |               |               |               |               |    |             |             |             |             |             |             |             |             |             |             |          |          |          |          |          |          |          |          |          |          |          |          |          |          |          |          |          |          |          |          |          |          |          |          |
| ۴  |        |        |               |               |               |               |               |               |    |             |             |             |             |             |             |             |             |             |             |          |          |          |          |          |          |          |          |          |          |          |          |          |          |          |          |          |          |          |          |          |          |          |          |
| ۵  |        |        |               |               |               |               |               |               |    |             |             |             |             |             |             |             |             |             |             |          |          |          |          |          |          |          |          |          |          |          |          |          |          |          |          |          |          |          |          |          |          |          |          |
| ۶  |        |        |               |               |               |               |               |               |    |             |             |             |             |             |             |             |             |             |             |          |          |          |          |          |          |          |          |          |          |          |          |          |          |          |          |          |          |          |          |          |          |          |          |
| ۷  |        |        |               |               |               |               |               |               |    |             |             |             |             |             |             |             |             |             |             |          |          |          |          |          |          |          |          |          |          |          |          |          |          |          |          |          |          |          |          |          |          |          |          |
| ۸  |        |        |               |               |               |               |               |               |    |             |             |             |             |             |             |             |             |             |             |          |          |          |          |          |          |          |          |          |          |          |          |          |          |          |          |          |          |          |          |          |          |          |          |
| ۹  |        |        |               |               |               |               |               |               |    |             |             |             |             |             |             |             |             |             |             |          |          |          |          |          |          |          |          |          |          |          |          |          |          |          |          |          |          |          |          |          |          |          |          |
| ۱۰ |        |        |               |               |               |               |               |               |    |             |             |             |             |             |             |             |             |             |             |          |          |          |          |          |          |          |          |          |          |          |          |          |          |          |          |          |          |          |          |          |          |          |          |
| ۱۱ |        |        |               |               |               |               |               |               |    |             |             |             |             |             |             |             |             |             |             |          |          |          |          |          |          |          |          |          |          |          |          |          |          |          |          |          |          |          |          |          |          |          |          |
| ۱۲ |        |        |               |               |               |               |               |               |    |             |             |             |             |             |             |             |             |             |             |          |          |          |          |          |          |          |          |          |          |          |          |          |          |          |          |          |          |          |          |          |          |          |          |
| ۱۳ |        |        |               |               |               |               |               |               |    |             |             |             |             |             |             |             |             |             |             |          |          |          |          |          |          |          |          |          |          |          |          |          |          |          |          |          |          |          |          |          |          |          |          |
| ۱۴ |        |        |               |               |               |               |               |               |    |             |             |             |             |             |             |             |             |             |             |          |          |          |          |          |          |          |          |          |          |          |          |          |          |          |          |          |          |          |          |          |          |          |          |
| ۱۵ |        |        |               |               |               |               |               |               |    |             |             |             |             |             |             |             |             |             |             |          |          |          |          |          |          |          |          |          |          |          |          |          |          |          |          |          |          |          |          |          |          |          |          |
| ۱۶ |        |        |               |               |               |               |               |               |    |             |             |             |             |             |             |             |             |             |             |          |          |          |          |          |          |          |          |          |          |          |          |          |          |          |          |          |          |          |          |          |          |          |          |
| ۱۷ |        |        |               |               |               |               |               |               |    |             |             |             |             |             |             |             |             |             |             |          |          |          |          |          |          |          |          |          |          |          |          |          |          |          |          |          |          |          |          |          |          |          |          |
| ۱۸ |        |        |               |               |               |               |               |               |    |             |             |             |             |             |             |             |             |             |             |          |          |          |          |          |          |          |          |          |          |          |          |          |          |          |          |          |          |          |          |          |          |          |          |
| ۱۹ |        |        |               |               |               |               |               |               |    |             |             |             |             |             |             |             |             |             |             |          |          |          |          |          |          |          |          |          |          |          |          |          |          |          |          |          |          |          |          |          |          |          |          |
| ۲۰ |        |        |               |               |               |               |               |               |    |             |             |             |             |             |             |             |             |             |             |          |          |          |          |          |          |          |          |          |          |          |          |          |          |          |          |          |          |          |          |          |          |          |          |
| ۲۱ |        |        |               |               |               |               |               |               |    |             |             |             |             |             |             |             |             |             |             |          |          |          |          |          |          |          |          |          |          |          |          |          |          |          |          |          |          |          |          |          |          |          |          |
| ۲۲ |        |        |               |               |               |               |               |               |    |             |             |             |             |             |             |             |             |             |             |          |          |          |          |          |          |          |          |          |          |          |          |          |          |          |          |          |          |          |          |          |          |          |          |
| ۲۳ |        |        |               |               |               |               |               |               |    |             |             |             |             |             |             |             |             |             |             |          |          |          |          |          |          |          |          |          |          |          |          |          |          |          |          |          |          |          |          |          |          |          |          |
| ۲۴ |        |        |               |               |               |               |               |               |    |             |             |             |             |             |             |             |             |             |             |          |          |          |          |          |          |          |          |          |          |          |          |          |          |          |          |          |          |          |          |          |          |          |          |

| \| راهنما \| راهنما \| \| ------ \| ------- \| \| \| استقلال \| \| \| سپاهان \| | - مجموع: استقلال ۲۹ مرتبه در رده بالاتر، سپاهان ۱۱ مرتبه در رده بالاتر. |
| راهنما                                                                          |                                                                         |
|                                                                                 | استقلال                                                                 |
|                                                                                 | سپاهان                                                                  |

### برترین گلزنان
تاریخ به‌روزرسانی: ۱۳ دی ۱۴۰۳

| برترین گل‌زنان مسابقات استقلال و سپاهان | برترین گل‌زنان مسابقات استقلال و سپاهان | برترین گل‌زنان مسابقات استقلال و سپاهان | برترین گل‌زنان مسابقات استقلال و سپاهان |
| رتبه                                   | گلزنان                                 | تیم                                    | گل‌ها                                   |
| -------------------------------------- | -------------------------------------- | -------------------------------------- | -------------------------------------- |
| ۱                                      | لئون استپانیان                         | سپاهان                                 | ۶                                      |
| ۱                                      | رسول خطیبی                             | سپاهان                                 | ۶                                      |
| ۱                                      | مهدی سیدصالحی                          | سپاهان / استقلال                       | ۶                                      |
| ۴                                      | سید امین موسوی                         | سپاهان                                 | ۵                                      |
| ۴                                      | محرم نویدکیا                           | سپاهان                                 | ۵                                      |
| ۴                                      | غلام‌رضا عنایتی                         | استقلال                                | ۵                                      |
| ۷                                      | غلامحسین مظلومی                        | استقلال                                | ۴                                      |
| ۷                                      | یداله اکبری                            | استقلال                                | ۴                                      |
| ۹                                      | فرهاد مجیدی                            | استقلال                                | ۳                                      |
| ۹                                      | هادی عقیلی                             | سپاهان                                 | ۳                                      |
| ۹                                      | ادموند بزیک                            | سپاهان                                 | ۳                                      |
| ۹                                      | محمد نوازی                             | استقلال                                | ۳                                      |

1. ↑  سید صالحی ۵ گل به عنوان بازیکن سپاهان و ۱ گل به عنوان بازیکن استقلال به ثمر رسانده است.

### آمار مربیان
تاریخ به‌روزرسانی: ۸ اسفند ۱۴۰۲
- اسامی مربیان با کسب حداقل دو برد در لیست آمده است.

| رتبه | مربی             | باشگاه           | تعداد بازی | برد | مساوی | باخت | درصد برد |
| ---- | ---------------- | ---------------- | ---------- | --- | ----- | ---- | -------- |
| ۱    | فرهاد کاظمی      | سپاهان           | ۱۱         | ۸   | ۲     | ۱    | ۷۳ ٪     |
| ۲    | امیر قلعه‌نویی    | استقلال / سپاهان | ۲۹         | ۷   | ۹     | ۱۳   | ۲۴ ٪     |
| ۳    | منصور پورحیدری   | استقلال          | ۱۱         | ۵   | ۲     | ۴    | ۴۵ ٪     |
| ۴    | محمود یاوری      | سپاهان           | ۱۲         | ۵   | ۲     | ۵    | ۴۲ ٪     |
| ۵    | زدراکو رایکوف    | استقلال          | ۷          | ۴   | ۱     | ۲    | ۵۷ ٪     |
| ۶    | زلاتکو کرانچار   | سپاهان           | ۸          | ۴   | ۳     | ۱    | ۵۰ ٪     |
| ۷    | وینفرد شفر       | استقلال          | ۴          | ۳   | ۰     | ۱    | ۷۵ ٪     |
| ۸    | ناصر حجازی       | سپاهان / استقلال | ۷          | ۳   | ۱     | ۳    | ۴۳ ٪     |
| ۹    | یوگنی سکوموروخوف | استقلال          | ۲          | ۲   | ۰     | ۰    | ۱۰۰ ٪    |
| ۹    | محرم نویدکیا     | سپاهان           | ۵          | ۲   | ۲     | ۱    | ۴۸ ٪     |
| ۱۰   | ژوزه مورایس      | سپاهان           | ۴          | ۳   | ۰     | ۱    | ۷۵ ٪     |
| ۱۱   | فرهاد مجیدی      | استقلال          | ۳          | ۲   | ۰     | ۱    | ۶۷ ٪     |
| ۱۲   | لوکا بوناچیچ     | سپاهان           | ۴          | ۲   | ۱     | ۱    | ۵۰ ٪     |
| ۱۳   | عبدالصمد مرفاوی  | استقلال          | ۴          | ۲   | ۰     | ۲    | ۵۰ ٪     |
| ۱۴   | رسول کربکندی     | سپاهان           | ۵          | ۲   | ۱     | ۲    | ۴۰ ٪     |
| ۱۵   | پرویز مظلومی     | استقلال          | ۶          | ۲   | ۴     | ۰    | ۳۳ ٪     |

1. ↑  امیر قلعه‌نویی ۵ برد به همراه تیم استقلال و ۲ برد به همراه تیم سپاهان کسب کرده است.
2. ↑  ناصر حجازی ۲ برد به همراه تیم استقلال و ۱ برد به همراه تیم سپاهان به دست آورده است.

### اخراج‌ها
در این بازیها ۲۳ کارت قرمز از جیب داورها خارج شده است. ۱۳ کارت قرمز سهم بازیکنان تیم استقلال بوده و ۱۰ کارت قرمز نیز باعث اخراج بازیکنان تیم سپاهان اصفهان از زمین بازی شده است. سریع‌ترین کارت قرمز متعلق به فرشید طالبی بازیکن سپاهان می‌باشد که در دقیقه ۲۵ بازی شماره ۶۰ اخراج شده است. در این بازی‌ها دو بازیکن از تیم سپاهان دو بار اخراج شده‌اند (احمد باغبانباشی و فرشید طالبی).
در بازی شماره ۳۱ سه بازیکن از زمین بازی اخراج شده است (دو بازیکن از استقلال و یک بازیکن از تیم سپاهان اصفهان)
در بازیهای ۲۲، ۳۶، ۶۰ و ۶۱ از هر تیم یک بازیکن اخراج شده است.
| جدول کارت قرمز هماوردی استقلال و سپاهان | جدول کارت قرمز هماوردی استقلال و سپاهان | جدول کارت قرمز هماوردی استقلال و سپاهان | جدول کارت قرمز هماوردی استقلال و سپاهان | جدول کارت قرمز هماوردی استقلال و سپاهان | جدول کارت قرمز هماوردی استقلال و سپاهان |
| #                                       | بازی                                    | بازیکن                                  | دقیقه اخراج                             | تیم                                     | نوع اخراج                               |
| --------------------------------------- | --------------------------------------- | --------------------------------------- | --------------------------------------- | --------------------------------------- | --------------------------------------- |
| ۱                                       | شماره ۲۲                                | ادموند اختر                             | ۸۵                                      | استقلال                                 | Red card                                |
| ۲                                       | شماره ۲۲                                | احمد باغبانباشی                         | ۸۸                                      | سپاهان                                  | Red card                                |
| ۳                                       | شماره ۲۴                                | احمد باغبانباشی                         | ۸۰                                      | سپاهان                                  | Red card                                |
| ۴                                       | شماره ۳۱                                | مجید بصیرت                              | ۴۵                                      | سپاهان                                  | Red card                                |
| ۵                                       | شماره ۳۱                                | محمد خرمگاه                             | ۴۹                                      | استقلال                                 | Red card                                |
| ۶                                       | شماره ۳۱                                | سهراب بختیاری‌زاده                       | ۸۵                                      | استقلال                                 | Red card                                |
| ۷                                       | شماره ۳۴                                | فرزاد مجیدی                             | ۶۱                                      | استقلال                                 | Yellow card · Yellow-red card           |
| ۸                                       | شماره ۳۶                                | سیروس دین‌محمدی                          | ۸۷                                      | استقلال                                 | Red card                                |
| ۹                                       | شماره ۳۶                                | سهیل کرمی                               | ۸۷                                      | سپاهان                                  | Red card                                |
| ۱۰                                      | شماره ۳۹                                | محمود فکری                              | ۹۰+۲                                    | استقلال                                 | Yellow card · Yellow-red card           |
| ۱۱                                      | شماره ۴۲                                | علی سامره                               | ۶۸                                      | استقلال                                 | Yellow card · Yellow-red card           |
| ۱۲                                      | شماره ۴۶                                | امیرحسین صادقی                          | ۸۷                                      | استقلال                                 | Red card                                |
| ۱۳                                      | شماره ۵۱                                | مهدی جعفرپور                            | ۸۱                                      | سپاهان                                  | Yellow card · Yellow-red card           |
| ۱۴                                      | شماره ۵۶                                | اسماعیل شریفات                          | ۹۰                                      | استقلال                                 | Yellow card · Yellow-red card           |
| ۱۵                                      | شماره ۵۹                                | جواد نکونام                             | ۹۰                                      | استقلال                                 | Red card                                |
| ۱۶                                      | شماره ۶۰                                | فرشید طالبی                             | ۲۵                                      | سپاهان                                  | Red card                                |
| ۱۷                                      | شماره ۶۰                                | خسرو حیدری                              | ۶۳                                      | استقلال                                 | Yellow card · Yellow-red card           |
| ۱۸                                      | شماره ۶۱                                | فرشید طالبی                             | ۳۵                                      | سپاهان                                  | Yellow card · Yellow-red card           |
| ۱۹                                      | شماره ۶۱                                | ایمان موسوی                             | ۸۶                                      | استقلال                                 | Yellow card · Yellow-red card           |
| ۲۰                                      | شماره ۶۴                                | شجاع خلیل‌زاده                           | ۹۰                                      | سپاهان                                  | Yellow card · Yellow-red card           |
| ۲۱                                      | شماره ۷۵                                | آرش رضاوند                              | ۴۳                                      | استقلال                                 | Yellow card · Yellow-red card           |
| ۲۲                                      | شماره ۸۳                                | فرشاد احمدزاده                          | ۸۵                                      | سپاهان                                  | Yellow card · Yellow-red card           |
| ۲۳                                      | شماره ۸۵                                | محمد کریمی                              | ۸۵                                      | سپاهان                                  | Yellow card · Yellow-red card           |

### ورزشگاه‌ها
تاریخ به‌روزرسانی: ۸ اسفند ۱۴۰۲
این بازی‌ها در سه ورزشگاه از شهر تهران و پنج ورزشگاه از شهر اصفهان برگزار شده است. ورزشگاه آزادی ۳۴ بار میزبان این بازی بوده و از این نظر بین این هشت ورزشگاه رکورددار است.
| عملکرد تیم‌ها | عملکرد تیم‌ها | عملکرد تیم‌ها | عملکرد تیم‌ها | عملکرد تیم‌ها | عملکرد تیم‌ها |
| رتبه         | ورزشگاه      | تعداد بازی   | برد استقلال  | برد سپاهان   | مساوی        |
| ------------ | ------------ | ------------ | ------------ | ------------ | ------------ |
| ۱            | آزادی تهران  | ۳۴           | ۱۸           | ۸            | ۸            |
| ۲            | نقش جهان     | ۱۴           | ۲            | ۷            | ۵            |
| ۳            | فولادشهر     | ۱۱           | ۲            | ۶            | ۳            |
| ۳            | ۲۲ بهمن      | ۱۱           | ۴            | ۴            | ۳            |
| ۵            | امجدیه       | ۵            | ۲            | ۲            | ۱            |
| ۵            | باغ همایون   | ۵            | ۲            | ۲            | ۱            |
| ۷            | تختی تهران   | ۳            | ۱            | ۲            | ۰            |
| ۸            | تختی اصفهان  | ۱            | ۰            | ۱            | ۰            |
| جمع          | جمع          | ۸۴           | ۳۱           | ۳۲           | ۲۱           |

### افتخارات
| مسابقات            | استقلال | سپاهان |
| ------------------ | ------- | ------ |
| جام باشگاه‌های آسیا | ۲       | ۰      |
| لیگ فوتبال ایران   | ۱۰      | ۶      |
| جام حذفی ایران     | ۸       | ۵      |
| سوپرجام ایران      | ۱       | ۱      |
| لیگ‌های استانی      | ۱۳      | ۳      |
| جام حذفی استانی    | ۴       | ۰      |
| سوپرجام استانی     | ۱       | ۰      |
| مجموع              | ۳۹      | ۱۵     |

## رکوردها

### رکوردهای تیمی
- بهترین برد
  - استقلال: تاج ۴–۰ سپاهان، ۸ بهمن ۱۳۵۰
  - سپاهان: سپاهان ۳–۰ استقلال، ۲۶ بهمن ۱۳۸۱
- بردهای رفت و برگشت
  - استقلال: استقلال در ۴ دوره مختلف لیگ موفق شده سپاهان را در دو مسابقه رفت و برگشت شکست دهد؛ جام منطقه‌ای ۱۳۵۰، لیگ آزادگان ۷۷–۱۳۷۶، لیگ برتر ۸۱–۱۳۸۰ و لیگ برتر ۹۷–۱۳۹۶
  - سپاهان: سپاهان در ۴ دوره لیگ و ۲ دوره جام حذفی موفق شده استقلال را در دو مسابقه رفت و برگشت شکست دهد؛ لیگ برتر ۸۲–۱۳۸۱، جام حذفی ۸۲–۱۳۸۱، جام حذفی ۸۳–۱۳۸۲ و لیگ برتر ۸۷–۱۳۸۶ و لیگ برتر ۱۴۰۰–۱۳۹۹ و لیگ برتر ۰۲–۱۴۰۱
- بیش‌ترین بازی متوالی بدون برد
  - سپاهان: ۱۰ بازی بدون برد، از ۲۶ دی ۱۳۷۶ تا ۲۴ اردیبهشت ۱۳۸۱
  - استقلال: ۶ بازی، از ۱۲ آبان ۱۳۸۱ تا ۹ آذر ۱۳۸۲
- بیشترین برد متوالی
  - سپاهان: پنج برد متوالی از بازی شماره ۳۳ تا بازی شماره ۳۷
  - استقلال: سه برد متوالی در سه نوبت مختلف (بازی ۱ تا ۳)، (بازی ۲۸ تا ۳۰)، (بازی ۶۹ تا ۷۱)
- بیشترین بازی بدون گل‌زده
  - سپاهان: ۳ بازی و در ۲ نوبت، از ۸ بهمن ۱۳۵۰ تا ۱۳ اردیبهشت ۱۳۵۲ و از ۱۱ بهمن ۱۳۷۹ تا ۲۴ اردیبهشت ۱۳۸۱
  - استقلال: ۳ بازی، از ۲۴ آبان ۱۳۵۳ تا ۲۴ آبان ۱۳۵۴
- پر تکرارترین نتیجه
  - ۰–۱: ۲۱ مرتبه، ۱۱ برد برای سپاهان و ۱۰ برد برای استقلال
  - ۱–۲: ۱۶ مرتبه، ۸ برد برای استقلال و ۸ برد برای سپاهان
- پرگل‌ترین دیدار: پرگل‌ترین مسابقه به دیدار رفت لیگ برتر ۹۰–۱۳۸۹ مربوط می‌شود که در آن مسابقه هفت گل رد و بدل شد، تیم استقلال با نتیجهٔ ۴–۳ در این دیدار پیروز شد.

### رکوردهای انفرادی
- سریع‌ترین گل: در دومین هفته از سیزدهمین دوره لیگ برتر ۹۳–۱۳۹۲، آرش افشین موفق شد در ثانیه ۶۰ بازی اولین گل را برای سپاهان به ثمر برساند و نام خود را در کنار رکوردسازان این هماوردی ثبت کند.[۵۹]
- دیرترین گل: در بیست و پنجمین هفته از هجدهمین دوره لیگ برتر ۹۸–۱۳۹۷، آیاندا پاتوسی موفق شد در دقیقه ۷+۹۰ بازی تک گل استقلال را به ثمر برساند و نام خود را در کنار رکوردسازان این هماوردی ثبت کند.
- بازیکنانی که در یک بازی سه گل زده‌اند :
  - سپاهان: سید امین موسوی و لئون استپانیان دو بازیکن سپاهان هستند که در برابر استقلال هتریک کرده‌اند.
- بازیکنانی که در یک بازی دو گل زده‌اند:
  - سپاهان: عبدالوهاب ابوالهیل، مهدی سیدصالحی، رسول خطیبی، محرم نویدکیا، ناصر فرشباف، افشین حاجی‌پور
  - استقلال: سرور جباروف، میلاد میداوودی، میثم بائو، ستار همدانی
- گل‌زنان خارجی این بازی‌ها:
  - سپاهان: جورجی ولسیانی، لوسیانو پریرا، برونو سزار، فابیو جانواریو، میلوراد یانوش، عبدالوهاب ابوالهیل، لئون استپانیان، کی‌روش استنلی، عمادرضا، وسام بن یدر
  - استقلال: شیخ دیاباته، آیاندا پاتوسی، مامه تیام، سرور جباروف، راجر فابریتسیو، مسعود جمعه
- بازیکنانی که در بازی‌های رو در رو برای هر دو تیم گلزنی کرده‌اند
  - مهدی سیدصالحی (۱ گل برای استقلال و ۵ گل برای سپاهان)
  - احمد مومن‌زاده (۱ گل برای استقلال و ۱ گل برای سپاهان)

## بازیکنان و مربیان
تاریخ به‌روزرسانی: ۲۸ اردیبهشت ۱۴۰۲

### بازیکنان مشترک دو تیم
- احمدرضا عابدزاده
- پرویز برومند
- داوود مهابادی
- احمد کعبیان‌پور
- محسن گروسی
- محمدرضا مهدوی
- شاهین خیری
- اصغر طالب‌نسب
- سید مهدی رحمتی
- داوود سیدعباسی
- حسین کاظمی
- حمید شفیعی
- رسول خطیبی
- افشین حاجی‌پور
- احمد مؤمن‌زاده
- سید مهدی سیدصالحی
- غلام‌رضا عنایتی
- خسرو حیدری
- هاشم بیک‌زاده
- بهمن طهماسبی
- مجتبی جباری
- یعقوب کریمی
- علی حمودی
- احمد جمشیدیان
- فرزاد حاتمی
- حسن اشجاری
- مهدی کریمیان
- فابیو جانواریو
- ژاک الونگ‌الونگ
- لئاندرو پادوانی سلین
- امید ابراهیمی
- امین منوچهری
- آرمین سهرابیان
- سرور جپاروف
- بختیار رحمانی
- علی کریمی
- علی قربانی
- وریا غفوری
- سجاد شهباززاده
- عارف غلامی
- سیاوش یزدانی
- امید نورافکن
- محمدحسین مرادمند
- روح‌الله باقری
- مسعود ریگی
- حمید عزیززاده
- آرش افشین
- رشید مظاهری
- محمد دانشگر
- رضا میرزایی
- محمد محبی
- میلاد زکی‌پور
- مهرداد محمدی
- کاوه رضایی
- رامین رضاییان
- صالح حردانی
- سید حسین حسینی
- آرش رضاوند

### مربیان مشترک دو تیم
- زدراکو رایکوف
- فیروز کریمی
- ناصر حجازی
- امیر قلعه‌نویی